# Élections cantonales françaises de 1889
Des élections cantonales se sont déroulées en France les 28 juillet et 4 août 1889.
Elles visent à renouveler de la moitié des départements français soit 1 439 cantons.

## Contexte
Cette élection de 1889 est marqué par son contexte de crise économique et politique ayant vu l'émergence du boulangisme. Cependant, ce mouvement est en plein déclin après la fuite en avril du général Georges Boulanger, et dont le procès en Haute Cour est en cours, de la dissolution de la puissante Ligue des Patriotes.
Les boulangistes souhaitent utiliser cette élection pour relancer le mouvement en vue de l'élection législative de l'automne suivant. Paul Déroulède souhaite présenter Boulanger dans tous les cantons mais Georges Laguerre et les royalistes, dont le comte de Paris et Armand de Mackau ne souhaitent que présenter Boulanger dans les cantons favorables, soit seulement 61 cantons dans 35 départements. Boulanger décide d'augmenter sa présente jusqu'à 80 cantons officiellement. Il est cependant présent dans 400 cantons. C'est Edmond Turquet qui tente de prendre la direction de la campagne nationale depuis Paris. Sa victoire ne serait que symbolique puisque la loi électorale demande que l'élu réside dans le département depuis le début de l'année en cours.

## Campagne
La campagne boulangiste est totalement inadaptée pour le scrutin qui a des enjeux locaux et lié aux notables locaux. La campagne ne démarre que le 15 juillet avec une proclamation de Boulanger le 18 juillet. De plus, contrairement à leurs adversaires, en-dehors de Paris et de quelques cantons urbains, les boulangistes n'ont aucun comité local, empêchant la distribution du matériel de vote et des meetings. Le comité boulangiste dépense pourtant entre 120 000 et 200 000 francs pour deux semaines de propagande politique. À ces sommes, il faut rajouter les subsides des royalistes.  

## Tableau récapitulatif des résultats pour les Conseils Généraux
| Partis politiques ou coalitions | Partis politiques ou coalitions | Sortants | Premier tour | Second tour | Total | Total |
| Partis politiques ou coalitions | Partis politiques ou coalitions | Sortants | Sièges       | Sièges      | Total | Total |
| ------------------------------- | ------------------------------- | -------- | ------------ | ----------- | ----- | ----- |
|                                 | Radicaux                        | 181      | 144          | 27          | 171   | 10    |
|                                 | Républicains modérés            | 799      | 681          | 100         | 781   | 19    |
|                                 | Monarchistes                    | 459      | 439          | 49          | 488   | 29    |
|                                 |                                 |          |              |             |       |       |
| Total                           | Total                           | 1 439    | 1 261        | 178         | 1 439 |       |

Selon les estimations du 1er août, les républicains obtiennent 1,5 million de voix, les monarchistes 600 000 voix et les boulangistes 158 640 voix. Selon le journal La Lanterne, les républicains ont 827 cantons, les monarchistes 416 et Boulanger est élu dans 12 ou 13 cantons. Boulanger se retire au second tour tandis que la droite progresse légèrement. 

## Gains de conseils généraux
| Partis politiques ou coalitions | Partis politiques ou coalitions | Présidences sortantes | Présidences élues | Total | Total |                      |  |  |    |   |
| ------------------------------- | ------------------------------- | --------------------- | ----------------- | ----- | ----- | -------------------- |  |  | -- | - |
| Partis politiques ou coalitions | Partis politiques ou coalitions | Présidences sortantes |                   | Total | Total | Républicains modérés |  |  | 72 | 2 |
|                                 | Monarchistes                    |                       |                   | 15    | 2     |                      |  |  |    |   |
|                                 |                                 |                       |                   |       |       |                      |  |  |    |   |
| Total                           | Total                           | 45                    | 45                | 90    |       |                      |  |  |    |   |

Les républicains, de toutes nuances, dirigeaient 79 conseils avant le scrutin.
Ils en gagnent deux : 
1. L'Orne
2. Le Tarn-et-Garonne.

Les monarchistes changent la majorité dans quatre départements :
1. La Charente-Inférieure
2. L'Ille-et-Vilaine
3. La Mayenne
4. La Vienne

### Sources et bibliographie
- Bertrand Joly, Aux origines du populisme : histoire du boulangisme, Paris, CNRS Éditions, 2022 (ISBN 978-2-271-13972-6).
- L'Ouest-Éclair - Le Temps - Le Radical